# Hernán Rodríguez Wilson
Hernán Rodríguez Wilson (25 de agosto de 1963) es un ingeniero, académico y empresario chileno, Presidente Colbún.

## Biografía

### Estudios
Se formó como ingeniero civil industrial en la Pontificia Universidad Católica de la capital. Posteriormente viajó a los Estados Unidos, donde obtuvo un MBA de especialización en finanzas y negocios internacionales en la Universidad de California en Los Ángeles.

### Carrera en CMPC
Ingresó a Empresas CMPC, la firma donde ha desarrollado toda su actividad profesional, en 1986, desempeñándose en ese momento como ingeniero de estudios y luego como jefe del grupo de estudios de la compañía.
Tras regresar de su posgrado asumió como subgerente de finanzas y luego como gerente de operaciones financieras. Tras esto, en 1997, fue nombrado gerente de finanzas.
En 2004 asumió la gerencia general de la filial Forestal Mininco.
En abril de 2011 reemplazó en la gerencia general de Empresas CMPC a Arturo Mackenna Íñiguez, ejecutivo que ocupó el cargo por espacio de 24 años.
Durante su gestión, la firma aprobó la ampliación de la planta de celulosa Guaíba, ubicada en el estado de Río Grande do Sul, Brasil, por unos US$ 2.100 millones.
Ha sido director de Banco Bice, Inforsa y las filiales Celulosa, Papeles y Tissue de Empresas CMPC, sociedades vinculadas al grupo Matte.

### Experiencia académica
Entre 1994 y 1996, dictó clases de finanzas y finanzas internacionales e inversiones financieras en la Escuela de Ingeniería de la Pontificia Universidad Católica.